# Àlex Maruny
Alex Maruny (Barcelona, España, 7 de junio de 1990) es un actor español conocido por sus papeles en películas españolas como El club de los incomprendidos, Promoción fantasma, o Benvinguts a la família.

## Biografía
Nacido en Barcelona, estudió interpretación en la Escuela Centro del Actor de Lorena Garcia en Madrid donde desarrolló su talento artístico y teatral, aunque siempre ha trabajado en cine y televisión. 
Debutó en la gran pantalla en la adaptación española Tres metros sobre el cielo, donde tuvo un papel secundario. Ha participado en diversas comedias románticas españolas de gran repercusión en la taquilla como Perdona si te llamo amor o Promoción fantasma. 2014 fue un año clave en su carrera, pues interpretó al protagonista de la película El club de los incomprendidos junto a Charlotte Vega.
En la pequeña pantalla ha participado en producciones autonómicas de TV3 como Pulseras Rojas y Citas. En el ámbito nacional, fue secundario en la serie de Antena 3 Luna, el misterio de Calenda.

## Filmografía

### Televisión
| Año         | Título                       | Papel                 | Cadena    | Notas          |
| ----------- | ---------------------------- | --------------------- | --------- | -------------- |
| 2011        | Ángel o demonio              | Joel                  | Telecinco | 4 episodios    |
| 2011        | El barco                     | Cristóbal Monsalvo    | Antena 3  | 1 episodio ... |
| 2012 - 2013 | Luna, el misterio de Calenda | Pablo Mendoza Morales | Antena 3  | Secundario     |
| 2013        | Pulseras rojas               | Víctor                | TV3       | Secundario     |
| 2015        | Seis hermanas                | Leo                   | TVE       | Secundario     |
| 2016        | Citas                        | Gerard Vallespí       | TV3       | 4 episodios    |
| 2018 - 2019 | Benvinguts a la familia      | Dídac                 | TV3       | 6 episodios    |

### Cine
| Año  | Título                        | Papel                   | Director                 |
| ---- | ----------------------------- | ----------------------- | ------------------------ |
| 2010 | Tres metros sobre el cielo    | Rubén                   | Fernando González Molina |
| 2011 | Any de Gràcia                 | Sergi                   | Ventura Pons             |
| 2012 | Promoción fantasma            | Daniel Franqueza "Dani" | Javier Ruiz Caldera      |
| 2014 | Perdona si te llamo amor      | Satur                   | Joaquín Llamas           |
| 2014 | El club de los incomprendidos | Raúl                    | Carlos Sedes             |
| 2015 | Barcelona, noche de invierno  | Oscar                   | Dani de la Orden         |
| 2016 | Resucitado                    | Ordenanza de Pilatos    | Kevin Reynolds           |
| 2016 | The Promise                   | Tirador                 | Terry George             |
| 2017 | Framed                        | Invasor                 | Marc Martínez            |
| 2022 | 42 segundos                   |                         | Juli                     |